# Berzosa del Lozoya
Berzosa del Lozoya est une commune de la communauté de Madrid, en Espagne.